# UB-50号潜艇
陛下之UB-50号艇是德意志帝国海军于第一次世界大战期间建造的其中一艘UB-III型近岸潜艇或称U艇。它由汉堡的布洛姆与福斯船厂承建，于1917年1月6日新船下水，至同年7月12日交付使用。其全长55.3米，水面及水下排水量分别为516吨和651吨，艇载武器则包括五具500毫米鱼雷发射管以及一门88毫米口径甲板炮。
UB-50号的整个服役生涯都是在驻奥匈帝国海军基地普拉的地中海区舰队度过，并参与了地中海潜艇战。在七次巡逻期间，该艇累计击沉了合共97922总吨的38艘协约国或中立国商船，以及总排水量为16499吨的2艘敌对军舰。1918年10月，随着奥匈帝国投降，UB-50号经挪威撤回基尔。它于1919年1月16日移交英国，至1922年在斯旺西拆解报废。

## 设计
UB-50号是汉堡布洛姆与福斯船厂承建的UB-III型首批次（UB-48至UB-53号）的三号艇，由德意志帝国海军潜艇监察局于1916年5月20日向订购，至1917年1月6日下水。其全长55.3米，舷宽5.8米。艇体采用双壳体结构，水面及水下排水量分别为516吨和651吨，浮起时的吃水深度为3.68米。由于无需像UC-II型艇那样提供水雷布设装置，设计工程师对潜艇舷弧进行了优化，增大了司令塔体积，配备两具潜望镜，司令塔与控制室之间增加一道水密舱壁。这些改进显著提高了潜艇的水下机动性和生存力。为了达到更高的航速，UB-50号采用两台猛狮六缸四冲程550匹公制馬力（405千瓦特）柴油机用于水面运行，以及两台394匹公制馬力（290千瓦特）的西门子-舒克特电动发电机用于水下航行；水面最高航速13.6節（25.2每小時），水下8節（15每小時）；能够在水面以6節（11每小時）航速续航9,040海里（16,740），或以4節（7.4每小時）连续在水下航行55海里（102）而无需充电。
UB-50号的主武器为五具500毫米艇艏鱼雷发射管，其中艇艏四具采用层叠式布局分居两侧、艇艉一具，并可搭载合共10枚G6型鱼雷。辅助武器则是一门88毫米30倍径速射炮。其标准船员编制为3名军官加31名水兵。

## 服役历史
1917年7月12日，UB-50号在前UC-14和UC-20号艇长、海军上尉弗朗茨·贝克尔的指挥下正式入役，随即展开海试。完成海试后，该艇于9月6日从基尔启程，独力巡逻前往地中海，以加入驻奥匈帝国海军基地普拉的地中海潜艇区舰队。

### 第一次巡逻
9月8日，即驶入大西洋后不久，UB-50号便遇到了1593总吨的美国帆船威廉·H·克劳福德号（William H. Crawford）。后者遭贝克尔截停后并派出登船小队装药炸沉。四天后，UB-50号又发现了800总吨、载有军事物资的英国驳船RB-10号，以及牵引它的英国拖船、121总吨的HS-3号。贝克尔遂以同样的方式将两者截停炸沉。翌日，UB-50号在锡尼什角以北约6海里（11）击沉了两艘各为32总吨的葡萄牙小型帆船锡尼什信使号（Correiro De Sines）和戈米齐亚内斯·达格拉萨·奥德米拉号（Gomizianes Da Graça Odemira）。一天后，贝克尔再捕猎到一艘196总吨的葡萄牙帆船萨多号（Sado），将其击沉在前一天的狩猎地以南约16海里（30）处。
9月18日，UB-50号终于遇到并击沉了一艘商船，这是3611总吨的英国货轮极地王子号（Polar Prince），当时正在向马耳他运送煤炭。两天后，贝克尔在斯帕特尔角以西约30海里（56）处击沉了2246总吨、正前往利物浦的英国货轮法比安号（Fabian），造成3人死亡。当天晚些时候，他们还击沉了4124总吨的焦弗雷多·马梅利号（Gioffredo Mameli），这是一艘载有矿石的意大利轮船。当成功突破直布罗陀海峡后，2464总吨、载有煤炭的希腊轮船翠鸟号（Alkyon）于22日在奥兰附近附近遭UB-50号袭击而沉没。紧随其后的受害者是1670总吨的挪威轮船约翰·克努德森号（John Knudsen），并造成1人罹难。四天后，296总吨的意大利帆船西罗号（Ciro）在被UB-50号击中后凿沉，这是UB-50号在抵达普拉基地前击沉的最后一艘船。

### 第二次巡逻
UB-50号的第二次巡逻始于10月28日的袭击马克·弗雷西内号（Marc Fraissinet）。这是一艘3060总吨的法国轮船，当时正将木材、弹药和干草运往比塞大。它是在塔巴卡以北约15海里（28）处遭鱼雷击中后沉没。那天晚些时候，UB-50号还遇到了一艘845总吨的意大利轮船塞内加尔号（Senegal），并将其击沉在阿尔及利亚海岸附近，造成2人死亡。三天后，4367总吨的英国煤船马格拉姆修道院号（Margram Abbey）被贝克尔发现并击中。它勉强驶至阿尔及利亚海岸搁滩，但鱼雷造成的破坏已使船只报废，并造成2人遇难。11月4日，UB-50号在邦角附近击沉了3061总吨的英国轮船安泰俄斯号（Antaeus），此举没有造成人员伤亡，但安泰俄斯号的船长被俘。翌日，贝克尔又发射鱼雷袭击了4556总吨的英国轮船安伯顿号（Amberton），但后者只是受损，并能自行驶至卡拉搁滩。四天后，UB-50号找到了其第二次巡逻中的最后一个目标——正从马尼拉驶往巴塞罗那的美国轮船黎萨号（Rizal，2774总吨），并将其击沉在卡瓦洛角对开约9海里（17）处。

### 第三次巡逻
1917年12月，贝克尔率UB-50号展开第三次巡逻，首先是19日在北非沿岸附近击沉了96总吨的意大利帆船S·朱塞佩·B号（S. Giuseppe B.）。两天后，他们又在卡尼群岛东北约50海里（93）处击沉了8293总吨的英国货轮勒克瑙城号（City Of Lucknow）。这年圣诞节，UB-50号还在比塞特附近以火炮击沉了843总吨的意大利帆船圣安东尼奥号（Sant’ Antonio）。1918年元旦，4648总吨的英国煤船埃及运输号（Egyptian Transport）在邦角以东海面遭贝克尔击伤，造成5人死亡。它后来驶至比塞大附近搁滩，但能够重新浮起并修复。两天后，另一艘英国煤船——4253总吨的艾伦顿号（Allanton）则被UB-50号击沉；该艇于当天晚些时候还击沉了同样载煤的斯蒂尔维尔号（Steelville，3649总吨）。至1月7日，UB-50号在结束是次巡逻之前，于塞拉特角附近海域发射鱼雷击沉了4191总吨的英国轮船阿拉伯号（Arab），造成多达21人罹难。

### 第四次巡逻
UB-50号的第四次巡逻非常成功。在不到一个月的时间里，它便袭击了六艘船。首个受害者是2457总吨的法国轮船圣让二号（Saint Jean II），于3月22日在邦角附近沉没。同一天，UB-50号还在比塞大对开海面击损了英国轮船沙德韦尔号（Shadwell）。四天后，容积总吨达11495吨、正从波特兰开往那不勒斯的意大利轮船沃尔图诺号（Volturno）在邦纳附近遭鱼雷击沉。这是UB-50号服役生涯中击沉的最大型商船，也是一战期间被U艇击沉的最大船舶之一。4月6日，UB-50号在比塞大和邦纳之间的海域击沉了法国海军Q船马德琳三号（Madeleine III）；4月11日又分别击沉意大利帆船卡梅拉·G号（Carmela G，41总吨）和英国轮船高地王子号（Highland Prince，3390总吨）。

### 第五次巡逻
5月17日，UB-50号在奥兰对开海面击伤3926总吨的英国煤船埃尔西克·格兰奇号（Elswick Grange），从地中海西部开启了第五次巡逻。两天后，它在加塔角东南部遇到了3152总吨的英国煤船马维斯布洛克号（Mavisbrook），遂发射鱼雷将其击沉，共造成18人死亡。同一天，UB-50号还在帕洛斯角附近发现了168总吨的丹麦铁壳三桅纵帆船基尔斯蒂妮·延森号（Kirstine Jensen），该船在被潜艇的甲板炮击中后沉没，没有人员伤亡。两天后，5319总吨的瑞典轮船新瑞典号（New Sweden）被UB-50号击沉。5月22日，贝克尔在舍法林群岛附近发现了180总吨的意大利汽船玛利亚·皮亚号（Maria Pia），但未能将其击沉。三天后，117总吨的法国帆船拉丰将军号（Amiral Lafont）和257总吨的意大利帆船圣特蕾莎号（Santa Teresa）相继被德国潜艇发射鱼雷击沉，没有人员伤亡。

### 第六次巡逻
7月1日，前UC-20号艇长、海军中尉海因里希·库卡特接替贝克尔担任UB-50号指挥官。他履新后不久便率UB-50号展开了第六次巡逻。7月13日，他们在莱乌卡以南遇到2514总吨的英国轮船因伯号（Imber），并发射鱼雷命中，但对方幸免于难。三天后，UB-50号在马耳他西南约75海里（139）处击沉了战燕号（War Swallow），这是一艘5216总吨的英国商船，当时正从泰恩向塞得港运送煤炭。又过了三天，UB-50号才找到其下一个目标——从巴勒莫搭载棉花前往突尼斯的意大利轮船阿德里亚1号（Adria 1）；它被击沉，但无人伤亡。两天后，5257总吨的英国轮船乌帕达号（Upada）被UB-50号发射鱼雷击中，炸死3人，但船体只是受损。7月23日，UB-50号在马翁港东南约73海里（135）处击沉了3883总吨的英国煤船获月号（Messidor），并造成1人遇难。翌日，4214总吨的英国煤船拉萨格伦号（Rutherglen）也在附近海域遭鱼雷击沉。第二天，3642总吨的英国货轮麦哲伦号（Magellan）则在塞拉特角对开约53海里（98）处遇袭，并连同1名船员沉入大海。UB-50号于此次巡逻中袭击的最后一艘船是175总吨的意大利帆船安东尼奥·S号（Antonio S.），在突尼斯海岸沉没。

### 第七次巡逻

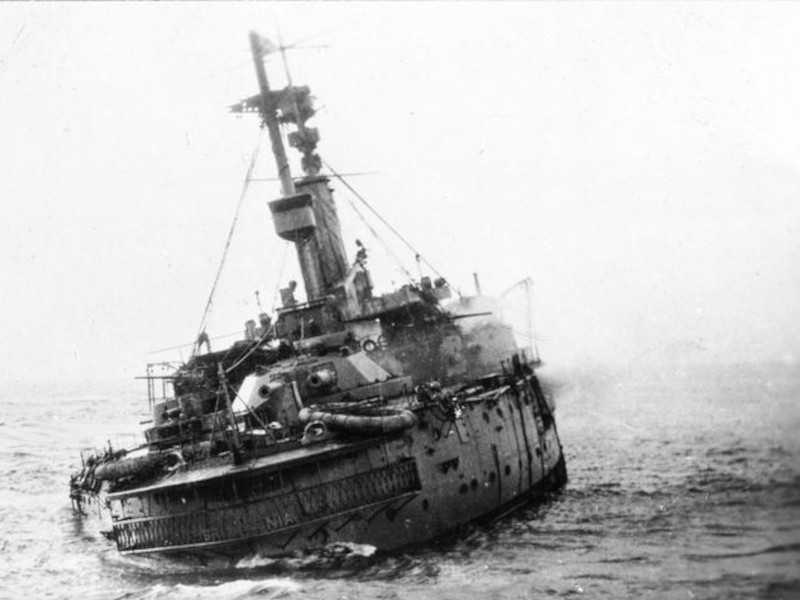
1918年11月9日，不列颠尼亚号在特拉法加角附近的大西洋遭UB-50号击沉

1918年10月，已经可以预见奥匈帝国将很快解体并退出战争。10月24日，时任海军总参谋长的赖因哈德·舍尔上将命令，将所有在地中海的适航潜艇突破封锁遣回德国，以免在奥匈帝国停战后落入敌手；其中UB-50号于10月29日从普拉启程。在返航巡逻途中，该艇于11月9日、即对德停战协议签署的两天前击沉了英国战列舰不列颠尼亚号。这艘前无畏舰是在前往直布罗陀的途中在特拉法加角附近遭鱼雷命中。在最初的爆炸之后，舰只开始向左舷倾侧十度。数分钟后，另一次爆炸引燃了其9.2英寸（230）炮的弹药舱，导致弹药舱内发生殉爆。不列颠尼亚号在十度侧倾的状态下维持了2.5小时后终于沉没。这艘排水量高达16350吨的战列舰因此成为战争中最后被U艇击沉的军舰，同时也是一战期间被U艇击沉的第二大军舰。
之后，经过在挪威港口勒维克的短暂停留，UB-50号于11月29日与另外13艘来自地中海的德国潜艇一同返抵基尔。在为期一年多的服役生涯中，UB-50号累计击沉了合共97922总吨的38艘协约国或中立国商船，以及总排水量为16499吨的2艘敌对军舰。战后，根据停战协议的要求，UB-50号于1919年1月16日被引渡至英国正式向协约国投降，并最终于1922年在斯旺西拆解报废。

## 袭击历史摘要
| 日期           | 船名                             | 船籍         | 吨位  | 结局 |
| -------------- | -------------------------------- | ------------ | ----- | ---- |
| 1917年9月8日   | 威廉·H·克劳福德号                | 美国         | 1593  | 击沉 |
| 1917年9月12日  | HS-3号                           | 英国         | 121   | 击沉 |
| 1917年9月12日  | RB-10号                          | 英国         | 800   | 击沉 |
| 1917年9月13日  | 戈米齐亚内斯·达格拉萨·奥德米拉号 | 葡萄牙       | 32    | 击沉 |
| 1917年9月13日  | 锡尼什信使号                     | 葡萄牙       | 32    | 击沉 |
| 1917年9月14日  | 萨多号                           | 葡萄牙       | 196   | 击沉 |
| 1917年9月18日  | 极地王子号                       | 英国         | 3611  | 击沉 |
| 1917年9月20日  | 法比安号                         | 英国         | 2246  | 击沉 |
| 1917年9月20日  | 焦弗雷多·马梅利号                | 義大利王國   | 4124  | 击沉 |
| 1917年9月22日  | 翠鸟号                           | 希腊         | 2464  | 击沉 |
| 1917年9月22日  | 约翰·克努德森号                  | 挪威         | 1670  | 击沉 |
| 1917年9月26日  | 西罗号                           | 義大利王國   | 296   | 击沉 |
| 1917年10月28日 | 马克·弗雷西内号                  | 法國         | 3060  | 击沉 |
| 1917年10月28日 | 塞内加尔号                       | 義大利王國   | 845   | 击沉 |
| 1917年11月1日  | 马格拉姆修道院号                 | 英国         | 4367  | 击沉 |
| 1917年11月4日  | 安泰俄斯号                       | 英国         | 3061  | 击沉 |
| 1917年11月5日  | 安伯顿号                         | 英国         | 4556  | 击伤 |
| 1917年11月9日  | 黎萨号                           | 美国         | 2744  | 击沉 |
| 1917年12月19日 | S·朱塞佩·B号                     | 義大利王國   | 96    | 击沉 |
| 1917年12月21日 | 勒克瑙城号                       | 英国         | 8293  | 击沉 |
| 1917年12月25日 | 圣安东尼奥号                     | 義大利王國   | 843   | 击沉 |
| 1918年1月1日   | 埃及运输号                       | 英国         | 4648  | 击伤 |
| 1918年1月3日   | 艾伦顿号                         | 英国         | 4253  | 击沉 |
| 1918年1月3日   | 斯蒂尔维尔号                     | 英国         | 3649  | 击沉 |
| 1918年1月7日   | 阿拉伯号                         | 英国         | 4191  | 击沉 |
| 1918年3月22日  | 圣让二号                         | 法國         | 2457  | 击沉 |
| 1918年3月22日  | 沙德韦尔号                       | 英国         | 4091  | 击伤 |
| 1918年3月26日  | 沃尔图诺号                       | 義大利王國   | 11495 | 击沉 |
| 1918年4月6日   | 马德琳三号                       | 法国海军     | 149   | 击沉 |
| 1918年4月11日  | 卡梅拉·G号                       | 義大利王國   | 41    | 击沉 |
| 1918年4月11日  | 高地王子号                       | 英国         | 3390  | 击沉 |
| 1918年5月17日  | 埃尔西克·格兰奇号                | 英国         | 3926  | 击伤 |
| 1918年5月17日  | 马维斯布洛克号                   | 英国         | 3152  | 击沉 |
| 1918年5月19日  | 基尔斯蒂妮·延森号                | 丹麦         | 168   | 击沉 |
| 1918年5月20日  | 新瑞典号                         | 瑞典         | 5319  | 击沉 |
| 1918年5月22日  | 玛利亚·皮亚号                    | 義大利王國   | 180   | 击伤 |
| 1918年5月25日  | 拉丰将军号                       | 法國         | 117   | 击沉 |
| 1918年5月25日  | 圣特蕾莎号                       | 義大利王國   | 257   | 击沉 |
| 1918年7月13日  | 因伯号                           | 英国         | 2514  | 击伤 |
| 1918年7月16日  | 战燕号                           | 英国         | 5216  | 击沉 |
| 1918年7月19日  | 阿德里亚1号                      | 義大利王國   | 1809  | 击沉 |
| 1918年7月21日  | 乌帕达号                         | 英国         | 5257  | 击伤 |
| 1918年7月23日  | 获月号                           | 英国         | 3883  | 击沉 |
| 1918年7月24日  | 拉萨格伦号                       | 英国         | 4214  | 击沉 |
| 1918年7月25日  | 麦哲伦号                         | 英国         | 3642  | 击沉 |
| 1918年7月27日  | 安东尼奥·S号                     | 義大利王國   | 175   | 击沉 |
| 1918年11月9日  | 不列颠尼亚号                     | 英國皇家海軍 | 16350 | 击沉 |

## 脚注
1. 1 2 3  Helgason, Guðmundur. . German and Austrian U-boats of World War I - Kaiserliche Marine - Uboat.net.   [29 April 2010].
2. ↑  Gröner 1991，第25–30頁.
3. 1 2  Helgason, Guðmundur. . German and Austrian U-boats of World War I - Kaiserliche Marine - Uboat.net.   [2022-04-21].
4. 1 2  Helgason, Guðmundur. . German and Austrian U-boats of World War I - Kaiserliche Marine - Uboat.net.   [2022-04-21].
5. 1 2 3  Gröner 1991，第25-30頁.
6. ↑  陈进，第239頁.
7. ↑  Helgason, Guðmundur. . German and Austrian U-boats of World War I - Kaiserliche Marine - Uboat.net.   [2010-05-02].
8. ↑  Helgason, Guðmundur. . German and Austrian U-boats of World War I - Kaiserliche Marine - Uboat.net.   [2010-05-02].
9. ↑  Helgason, Guðmundur. . German and Austrian U-boats of World War I - Kaiserliche Marine - Uboat.net.   [2010-05-02].
10. ↑  Helgason, Guðmundur. . German and Austrian U-boats of World War I - Kaiserliche Marine - Uboat.net.   [2010-05-02].
11. ↑  Helgason, Guðmundur. . German and Austrian U-boats of World War I - Kaiserliche Marine - Uboat.net.   [2010-05-02].
12. ↑  Helgason, Guðmundur. . German and Austrian U-boats of World War I - Kaiserliche Marine - Uboat.net.   [2010-05-02].
13. ↑  Helgason, Guðmundur. . German and Austrian U-boats of World War I - Kaiserliche Marine - Uboat.net.   [2010-05-02].
14. ↑  Helgason, Guðmundur. . German and Austrian U-boats of World War I - Kaiserliche Marine - Uboat.net.   [2010-05-02].
15. ↑  Helgason, Guðmundur. . German and Austrian U-boats of World War I - Kaiserliche Marine - Uboat.net.   [2010-05-02].
16. ↑  Helgason, Guðmundur. . German and Austrian U-boats of World War I - Kaiserliche Marine - Uboat.net.   [2010-05-02].
17. ↑  Helgason, Guðmundur. . German and Austrian U-boats of World War I - Kaiserliche Marine - Uboat.net.   [2010-05-02].
18. 1 2 3  Helgason, Guðmundur. . German and Austrian U-boats of World War I - Kaiserliche Marine - Uboat.net.   [2010-01-25].
19. ↑  Helgason, Guðmundur. . German and Austrian U-boats of World War I - Kaiserliche Marine - Uboat.net.   [2010-05-03].
20. ↑  Helgason, Guðmundur. . German and Austrian U-boats of World War I - Kaiserliche Marine - Uboat.net.   [2010-05-03].
21. ↑  Helgason, Guðmundur. . German and Austrian U-boats of World War I - Kaiserliche Marine - Uboat.net.   [2010-05-03].
22. ↑  Helgason, Guðmundur. . German and Austrian U-boats of World War I - Kaiserliche Marine - Uboat.net.   [2022-04-20].
23. ↑  Helgason, Guðmundur. . German and Austrian U-boats of World War I - Kaiserliche Marine - Uboat.net.   [2010-05-03].
24. ↑  Helgason, Guðmundur. . German and Austrian U-boats of World War I - Kaiserliche Marine - Uboat.net.   [2010-05-03].
25. ↑  Helgason, Guðmundur. . German and Austrian U-boats of World War I - Kaiserliche Marine - Uboat.net.   [2010-05-03].
26. ↑  Helgason, Guðmundur. . German and Austrian U-boats of World War I - Kaiserliche Marine - Uboat.net.   [2010-05-03].
27. ↑  Helgason, Guðmundur. . German and Austrian U-boats of World War I - Kaiserliche Marine - Uboat.net.   [2010-05-03].
28. ↑  Helgason, Guðmundur. . German and Austrian U-boats of World War I - Kaiserliche Marine - Uboat.net.   [2010-05-03].
29. ↑  Helgason, Guðmundur. . German and Austrian U-boats of World War I - Kaiserliche Marine - Uboat.net.   [2010-05-03].
30. ↑  Helgason, Guðmundur. . German and Austrian U-boats of World War I - Kaiserliche Marine - Uboat.net.   [2010-05-03].
31. ↑  Helgason, Guðmundur. . German and Austrian U-boats of World War I - Kaiserliche Marine - Uboat.net.   [2010-05-03].
32. ↑  Helgason, Guðmundur. . German and Austrian U-boats of World War I - Kaiserliche Marine - Uboat.net.   [2010-05-03].
33. ↑  Helgason, Guðmundur. . German and Austrian U-boats of World War I - Kaiserliche Marine - Uboat.net.   [2010-05-03].
34. ↑  Helgason, Guðmundur. . German and Austrian U-boats of World War I - Kaiserliche Marine - Uboat.net.   [2010-05-03].
35. 1 2  Helgason, Guðmundur. . German and Austrian U-boats of World War I - Kaiserliche Marine - Uboat.net.   [2009-04-14].
36. ↑  Helgason, Guðmundur. . German and Austrian U-boats of World War I - Kaiserliche Marine - Uboat.net.   [2010-05-10].
37. ↑  Helgason, Guðmundur. . German and Austrian U-boats of World War I - Kaiserliche Marine - Uboat.net.   [2010-05-10].
38. ↑  Helgason, Guðmundur. . German and Austrian U-boats of World War I - Kaiserliche Marine - Uboat.net.   [2012-04-20].
39. ↑  Helgason, Guðmundur. . German and Austrian U-boats of World War I - Kaiserliche Marine - Uboat.net.   [2010-05-05].
40. ↑  Helgason, Guðmundur. . German and Austrian U-boats of World War I - Kaiserliche Marine - Uboat.net.   [2010-05-05].
41. ↑  Helgason, Guðmundur. . German and Austrian U-boats of World War I - Kaiserliche Marine - Uboat.net.   [2010-05-05].
42. ↑  Helgason, Guðmundur. . German and Austrian U-boats of World War I - Kaiserliche Marine - Uboat.net.   [2010-05-05].
43. ↑  Helgason, Guðmundur. . German and Austrian U-boats of World War I - Kaiserliche Marine - Uboat.net.   [2010-05-05].
44. ↑  Helgason, Guðmundur. . German and Austrian U-boats of World War I - Kaiserliche Marine - Uboat.net.   [2010-05-05].
45. ↑  Helgason, Guðmundur. . German and Austrian U-boats of World War I - Kaiserliche Marine - Uboat.net.   [2010-05-05].
46. ↑  Helgason, Guðmundur. . German and Austrian U-boats of World War I - Kaiserliche Marine - Uboat.net.   [2010-05-03].
47. ↑  Helgason, Guðmundur. . German and Austrian U-boats of World War I - Kaiserliche Marine - Uboat.net.   [2010-05-03].
48. ↑  Helgason, Guðmundur. . German and Austrian U-boats of World War I - Kaiserliche Marine - Uboat.net.   [2010-05-03].
49. ↑  Helgason, Guðmundur. . German and Austrian U-boats of World War I - Kaiserliche Marine - Uboat.net.   [2010-05-03].
50. ↑  Helgason, Guðmundur. . German and Austrian U-boats of World War I - Kaiserliche Marine - Uboat.net.   [2010-05-03].
51. ↑  Helgason, Guðmundur. . German and Austrian U-boats of World War I - Kaiserliche Marine - Uboat.net.   [2010-05-03].
52. ↑  Helgason, Guðmundur. . German and Austrian U-boats of World War I - Kaiserliche Marine - Uboat.net.   [2010-05-03].
53. ↑  Helgason, Guðmundur. . German and Austrian U-boats of World War I - Kaiserliche Marine - Uboat.net.   [2010-05-03].
54. ↑  陈进，第268頁.
55. 1 2  Burt，第253頁.
56. ↑  陈进，第269頁.